# Isotobrya
Genre
Isotobrya est un genre de collemboles de la famille des Entomobryidae.

## Distribution
Les espèces de ce genre sont endémiques d'Australie.

## Liste des espèces
Selon Checklist of the Collembola of the World (version du 8 septembre 2019) :
- Isotobrya burraensis Womersley, 1940
- Isotobrya wheeleri Womersley, 1934

## Publication originale
- Womersley, 1934 : A preliminary account of the Collembola-Arthropleona of Australia. Part II Superfamily Entomobryoidea. Transactions of the Royal Society of South Australia, vol. 58, p. 86-138.